# Asplenium × heteroresiliens
Asplenium × heteroresiliens là một loài dương xỉ trong họ Aspleniaceae. Loài này được W.H. Wagner pro. sp. mô tả khoa học đầu tiên năm 1966.